# Namibiotrupes penrithae
Namibiotrupes penrithae är en skalbaggsart som beskrevs av Jan Krikken 1977. Namibiotrupes penrithae ingår i släktet Namibiotrupes och familjen Bolboceratidae. Inga underarter finns listade i Catalogue of Life.